# Seznam lanových drah v Německu
Seznam lanových drah v Německu z nichž téměř všechny jsou členy Svazu německých lanovek a vleků (německy: Verband Deutscher Seilbahnen und Schlepplifte e. V.).

## Bádensko-Württembersko
| Lanová dráha         | Rok zprovoznění | Šikmá délka | Převýšení | Druh                      | Poznámky                             |
| -------------------- | --------------- | ----------- | --------- | ------------------------- | ------------------------------------ |
| Belchen Seilbahn     | 2001            | 1 106,17 m  | 265 m     | osobní, visutá, kabinková |                                      |
| Feldbergbahn         | 1984            | 700 m       |           | osobní, visutá, sedačková |                                      |
| Feldbergbahn/Seebuck | 1998            | 900 m       | 173 m     | osobní, visutá, kabinková | v zimě v provozu jako sedačková      |
| Schlossbergseilbahn  | 1968            | 259 m       | 72 m      | osobní, visutá, kabinková | v roce 2007 nahrazena šikmým výtahem |
| Schauinslandbahn     | 1930            | 3 565 m     | 746 m     | osobní, visutá, kabinková | nejstarší kabinková lanovka na světě |

## Bavorsko

### Dolní Bavorsko
| Lanová dráha   | Rok zprovoznění | Šikmá délka | Převýšení | Druh                      | Poznámky             |
| -------------- | --------------- | ----------- | --------- | ------------------------- | -------------------- |
| Arber-Bergbahn | 1962            | 964 m       | 342 m     | osobní, visutá, kabinková | vyměněna v roce 1999 |
| Geißkopfbahn   | 1967            | 1 172 m     | 254 m     | osobní, visutá, sedačková | vyměněna v roce 2020 |
| Silberbergbahn | 1977            | 740 m       | 150 m     | osobní, visutá, sedačková |                      |

### Horní Bavorsko
| Lanová dráha                | Rok zprovoznění | Šikmá délka     | Převýšení       | Druh                               | Poznámky                                                 |
| --------------------------- | --------------- | --------------- | --------------- | ---------------------------------- | -------------------------------------------------------- |
| Kampenwandbahn              | 1957            | 2 480 m         | 841 m           | osobní, visutá, kabinková          | modernizace v 80. letech                                 |
| Hörnlebahn                  | 1953            | 1 998 m         | 455 m           | osobní, visutá, sedačková          |                                                          |
| Predigtstuhlbahn            | 1928            | 2 380 m         | 1 140 m         | osobní, visutá, kabinová           | nejstarší provozovaná kabinová lanovka na světě          |
| Blombergbahn                | 1971            | 1 700 m         | 518 m           | osobní, visutá, sedačková          |                                                          |
| Obersalzbergbahn            | 1950            | 1 530 m         | 490 m           | osobní, visutá, kabinková          |                                                          |
| Hochfellnseilbahn (2 úseky) | 1970            | 3 410 m/1 430 m | 490 m/570 m     | osobní, visutá, kabinová           | druhá nejdelší lanovka v Německu                         |
| Wendelsteinbahn             | 1969            | 2 953 m         | 932 m           | osobní, visutá, kabinová           |                                                          |
| Alpspitzbahn (2 úseky)      | 1973/1967       | 3 807,7 m/900 m | 1 286,5 m/260 m | osobní, visutá, kabinová/sedačková | vyměněna v letech 2006 a 2010                            |
| Eckbauerbahn                | 1956            | 2 140 m         | 1 500 m         | osobní, visutá, kabinková          | vyměněna v roce 2019                                     |
| Graseckbahn                 | 1954            | 520 m           | 147 m           | osobní, visutá, kabinková          |                                                          |
| Hausbergbahn                | 1969            | 2 000 m         | 600 m           | osobní, visutá, kabinková          | vyměněna v roce 2006                                     |
| Hochalmbahn                 | 1972            | 900 m           | 350 m           | osobní, visutá, kabinová           |                                                          |
| Kreuzeckbahn                | 1926            | 2 318 m         | 874 m           | osobní, visutá, kabinková          | vyměněna v roce 2002                                     |
| Sonnenkar                   | 2003            | 938 m           | 285 m           | osobní, visutá, sedačková          |                                                          |
| Wankbahn                    | 1929            | 2 675 m         | 1 020 m         | osobní, visutá, kabinková          | vyměněna v roce 1970                                     |
| Wetterwandeckbahn           | 2012            | 1 514 m         | 286 m           | osobní, visutá, sedačková          |                                                          |
| Eibsee-Seilbahn             | 1962            | 4 453 m         | 1 949 m         | osobní, visutá, kabinová           | vyměněna v roce 2017, lanovka s nejvyšší podpěrou Evropy |
| Brauneckbahn                | 1957            | 2 500 m         | 800 m           | osobní, visutá, kabinková          |                                                          |
| Hochplattenbahn             | 1972            | 1 330 m         | 430 m           | osobní, visutá, sedačková          |                                                          |
| Karwendelbahn               | 1967            | 2 485 m         | 1 311,7 m       | osobní, visutá, kabinová           |                                                          |
| Kranzberg-Gipfelbahn        | 1955            | 790 m           | 130 m           | osobní, visutá, kabinová           | mimo provoz                                              |
| Kolbensattelbahn            | 1992            | 1 780 m         | 402 m           | osobní, visutá, sedačková          |                                                          |
| Laberbergbahn               | 1957            | 2 175 m         | 784 m           | osobní, visutá, kabinová           |                                                          |
| Hocheck-Bergbahn            | 2006            | 1 450 m         | 295 m           | osobní, visutá, sedačková          |                                                          |
| Wallbergbahn                | 1950            | 2 140 m         | 825 m           | osobní, visutá, kabinková          |                                                          |
| Rauschbergbahn              | 1953            | 1 650 m         | 922 m           | osobní, visutá, kabinová           |                                                          |
| Hochriesbergbahn            | 1972/1973       | 1 724 m         | 636 m           | osobní, visutá, kabinová           |                                                          |
| Schliersbergbahn            | 1996            | 721 m           | 225 m           | osobní, visutá, kabinová           |                                                          |
| Jennerbahn (2 úseky)        | 1953            | 1 900 m/1 400 m | 570 m/600 m     | osobní, visutá, kabinková          | vyměněna v roce 2018                                     |
| Taubensteinbahn             | 1971            | 2 485 m         | 520 m           | osobní, visutá, kabinková          |                                                          |
| Herzogstandbahn             | 1994            | 1 388,35 m      | 791 m           | osobní, visutá, kabinová           |                                                          |

### Horní Franky
| Lanová dráha    | Rok zprovoznění | Šikmá délka | Převýšení | Druh                      | Poznámky |
| --------------- | --------------- | ----------- | --------- | ------------------------- | -------- |
| Ochsenkopf-Nord | 1991            | 2 220 m     | 358 m     | osobní, visutá, sedačková |          |
| Ochsenkopf-Süd  | 1997            | 1 833 m     | 249 m     | osobní, visutá, sedačková |          |

### Švábsko
| Lanová dráha                 | Rok zprovoznění | Šikmá délka           | Převýšení      | Druh                               | Poznámky                              |
| ---------------------------- | --------------- | --------------------- | -------------- | ---------------------------------- | ------------------------------------- |
| Hornbahn                     | 2000            | 1 423 m               | 520 m          | osobní, visutá, kabinková          |                                       |
| Iselerbahn                   | 2001            | 1 443 m               | 399 m          | osobní, visutá, sedačková          |                                       |
| Hörnerbahn                   | 2001            | 1 780 m               | 600 m          | osobní, visutá, kabinková          |                                       |
| Bolgengratbahn               | 1993            | 632 m                 | 237 m          | osobní, visutá, sedačková          |                                       |
| Mittagbahn (2 úseky)         | 1997/2004       | 820 m/1 211 m         | 370 m/341 m    | osobní, visutá, sedačková          | druhý úsek zrekonstruován v roce 2004 |
| Alpspitz-Kombibahn (2 úseky) | 2006/2010       | 1 256 m/880 m         | 282 m/271,39 m | osobní, visutá, kabinková          |                                       |
| Fellhornbahn (2 úseky)       | 1972/2006       | 2 868,6 m/2 813 m     | 863 m/855 m    | osobní, visutá, kabinová/kabinková |                                       |
| Hündlebahn                   | 2012            | 927 m                 | 293 m          | osobní, visutá, kabinková          |                                       |
| Imbergbahn                   | 2005            | 1 230 m               | 304 m          | osobní, visutá, kabinková          |                                       |
| Nebelhornbahn (2 úseky)      | 1977            | 2 202,68 m/2 617,11 m | 452 m/652 m    | osobní, visutá, kabinová           | vyměněna v roce 2020                  |
| Söllereckbahn                | 1997            | 1 995 m               | 345 m          | osobní, visutá, kabinková          | vyměněna v roce 2020                  |
| Hochgratbahn                 | 1972            | 2 372 m               | 852 m          | osobní, visutá, kabinková          |                                       |
| Breitenbergbahn              | 1993            | 2 005 m               | 656 m          | osobní, visutá, kabinková          |                                       |
| Tegelbergbahn                | 1968            | 2 146,18 m            | 890 m          | osobní, visutá, kabinová           |                                       |

## Berlín
| Lanová dráha | Rok zprovoznění | Šikmá délka | Převýšení | Druh                      | Poznámky |
| ------------ | --------------- | ----------- | --------- | ------------------------- | -------- |
| IGA-Seilbahn | 2016            | 1 500 m     |           | osobní, visutá, kabinková |          |

### Dolní Sasko
| Lanová dráha      | Rok zprovoznění | Šikmá délka | Převýšení | Druh                      | Poznámky |
| ----------------- | --------------- | ----------- | --------- | ------------------------- | -------- |
| Burgbergbahn      | 1929            | 481 m       | 186 m     | osobní, visutá, kabinová  |          |
| Hausbergbahn      | 1954            | 440 m       | 111 m     | osobní, visutá, sedačková |          |
| Wurmbergseilbahn  | 2000            | 2 806 m     | 400 m     | osobní, visutá, kabinková |          |
| Bocksbergseilbahn | 1970            | 1 100 m     | 164 m     | osobní, visutá, kabinková |          |
| Bocksberg         | 2014            | 943 m       | 171 m     | osobní, visutá, sedačková |          |

## Durynsko
| Lanová dráha            | Rok zprovoznění | Šikmá délka | Převýšení | Druh            | Poznámky |
| ----------------------- | --------------- | ----------- | --------- | --------------- | -------- |
| Oberweißbacher Bergbahn | 1923            | 1 388 m     | 323 m     | osobní, pozemní |          |

## Hesensko
| Lanová dráha        | Rok zprovoznění | Šikmá délka | Převýšení | Druh                      | Poznámky                   |
| ------------------- | --------------- | ----------- | --------- | ------------------------- | -------------------------- |
| Niederwald-Seilbahn | 1953            | 1 000 m     | 220 m     | osobní, visutá, sedačková | rekonstruována v roce 2004 |
| Waldecker Bergbahn  | 1961            | 650 m       | 120 m     | osobní, visutá, kabinková |                            |
| Ettelsberg          | 2007            | 1 340 m     | 238 m     | osobní, visutá, kabinková |                            |
| Ritzhagen           | 2013            | 630,7 m     | 110 m     | osobní, visutá, sedačková |                            |

## Porýní-Falc
| Lanová dráha        | Rok zprovoznění | Šikmá délka | Převýšení | Druh                      | Poznámky |
| ------------------- | --------------- | ----------- | --------- | ------------------------- | -------- |
| Vierseenblick       | 1954            | 915 m       | 232 m     | osobní, visutá, sedačková |          |
| Cochemer Sesselbahn | 1955            | 360 m       | 158 m     | osobní, visutá, sedačková |          |
| Rietburgbahn        | 1954            | 560 m       | 220 m     | osobní, visutá, sedačková |          |
| BUGA 2011           | 2011            | 949 m       | 112 m     | osobní, visutá, kabinová  |          |
| Ehrenbreitstein     | 2011            | 260 m       | 94 m      | osobní, pozemní           |          |
| Warsberg            | 1976            | 702 m       | 168 m     | osobní, visutá, sedačková |          |

## Sársko
| Lanová dráha                 | Rok zprovoznění | Šikmá délka | Převýšení | Druh                      | Poznámky |
| ---------------------------- | --------------- | ----------- | --------- | ------------------------- | -------- |
| Deutsch-Französischen Garten | 1960            | 752 m       | 20 m      | osobní, visutá, sedačková |          |

## Sasko
| Lanová dráha                           | Rok zprovoznění | Šikmá délka | Převýšení | Druh                      | Poznámky                 |
| -------------------------------------- | --------------- | ----------- | --------- | ------------------------- | ------------------------ |
| Schwebebahn Dresden                    | 1901            | 274 m       | 84 m      | osobní, visutá, kabinová  |                          |
| Standseilbahn Oberloschwitz            | 1895            | 547 m       | 96 m      | osobní, pozemní           |                          |
| Fichtelberg Schwebebahn                | 1924            | 1 175 m     | 303 m     | osobní, visutá, kabinová  |                          |
| Großer Sessellift: Kleiner Fichtelberg | 1963            | 734 m       | 185 m     | osobní, visutá, sedačková | od roku 2018 mimo provoz |
| Vierersesselbahn Oberwiesenthal        | 1999            | 985 m       | 299 m     | osobní, visutá, sedačková |                          |
| Hohe Reuth                             | 2006            | 672 m       | 136 m     | osobní, visutá, sedačková |                          |

## Sasko-Anhaltsko
| Lanová dráha         | Rok zprovoznění | Šikmá délka | Převýšení | Druh                      | Poznámky |
| -------------------- | --------------- | ----------- | --------- | ------------------------- | -------- |
| Hexentanzplatz       | 2012            | 727,32 m    | 244,3 m   | osobní, visutá, kabinková |          |
| Sessellift Roßtrappe | 2004            | 652 m       | 244 m     | osobní, visutá, sedačková |          |

## Severní Porýní-Vestfálsko
| Lanová dráha              | Rok zprovoznění | Šikmá délka | Převýšení | Druh                      | Poznámky    |
| ------------------------- | --------------- | ----------- | --------- | ------------------------- | ----------- |
| Westfalenpark             | 1959            | 521 m       | 23 m      | osobní, visutá, sedačková |             |
| Bestwig Sessellift        | 1971            | 594 m       | 174 m     | osobní, visutá, sedačková | mimo provoz |
| Kirchhundem Panorama-Lift | 1996            | 415 m       | 88 m      | osobní, visutá, sedačková |             |
| Rhein-Seilbahn            | 1957            | 935 m       |           | osobní, visutá, kabinková |             |
| Seilbahn Burg             | 1952            | 250 m       | 90 m      | osobní, visutá, sedačková |             |